# Associazione Calcio Novara 1941-1942
Questa voce raccoglie le informazioni riguardanti l'Associazione Calcio Novara nelle competizioni ufficiali della stagione 1941-1942.

## Rosa
| N. |                   | Ruolo | Calciatore         |
| -- | ----------------- | ----- | ------------------ |
|    | Italia (bandiera) | C     | Ambrogio Baira     |
|    | Italia (bandiera) | A     | Vittorio Barberis  |
|    | Italia (bandiera) | D     | Virginio Bonati    |
|    | Italia (bandiera) | A     | Renato Calzolai    |
|    | Italia (bandiera) | A     | Guido Fovana       |
|    | Italia (bandiera) | P     | Lino Fregosi       |
|    | Italia (bandiera) | D     | Edoardo Galimberti |
|    | Italia (bandiera) | C     | Angelo Galli       |
|    | Italia (bandiera) | C     | Carlo Grazioli     |
|    | Italia (bandiera) | A     | Alfredo Lazzaretti |
|    | Italia (bandiera) |       | Ugo Luotti         |
|    | Italia (bandiera) | C     | Giuseppe Mainardi  |

| N. |                   | Ruolo | Calciatore         |
| -- | ----------------- | ----- | ------------------ |
|    | Italia (bandiera) | A     | Cosimo Muci        |
|    | Italia (bandiera) |       | Renato Paltrinieri |
|    | Italia (bandiera) |       | Nino Pisocri       |
|    | Italia (bandiera) | D     | Francesco Rosetta  |
|    | Italia (bandiera) | P     | Egidio Scansetti   |
|    | Italia (bandiera) | C     | Carlo Sgobbi       |
|    | Italia (bandiera) | A     | Otello Torri       |
|    | Italia (bandiera) | A     | Remo Versaldi      |
|    | Italia (bandiera) | C     | Carlo Villa        |
|    | Italia (bandiera) | A     | Franco Zanetti     |
|    | Italia (bandiera) | A     | Luigi Ziletti      |
|    | Italia (bandiera) | C     | Augusto Zweifel    |